# ダ・ヴィンチ・プロジェクト
ダ・ヴィンチ・プロジェクト(ゴールデンパレス・コム・スペース・プログラム：パワード・バイ・ザ・ダ・ビンチ・プロジェクト)は、かつてAnsari X Prizeで計画された有人弾道宇宙飛行の計画。

## 概要
2000年代初頭にAnsari X Prizeが開催され、高度100㎞を超える民間の宇宙船を開発するチームが複数参戦した。ダ・ヴィンチ・プロジェクトもその中の1チームで、600人以上のボランティアによる延べ15万時間の働きとカナダのゴールデン・パレス・オンライン・カジノ社からの資金援助で進められていて、2004年9月29日に実施されたスペースシップワンの第1回目の飛行の3日後の10月2日に飛行が予定されていたが、中止され、最終的に2004年10月4日にスペースシップワンが2回目の飛行に成功して勝利した。
その後、2015年11月23日にブルーオリジンのニューシェパード2号機がカーマンラインを超え、宇宙空間とみなされる高度100.5kmに到達した。

## 宇宙船
他のチームは地上から発射したり航空機から発射する航空機を使用していたが、このチームだけは成層圏まで高高度気球を使用するロックーンだった。これまで無人のロックーンの発射はあったが、有人のロックーンの発射は初めてだった。
ワイルド・ファイアーは全長約7.6メートル、直径約2メートルで、60メートルほどの大きさの高高度ヘリウム気球から約230メートル下に吊され、カナダのサスカチュワン州キンダースリーの上空21〜24キロの成層圏まで高高度気球で運ばれ、ハイブリッド・ロケットエンジンに点火して宇宙船は気球から離脱して加速して、マッハ3.5まで加速して高度80キロメートル前後でカプセルはロケットから分離して高度約110キロメートルに達した後、パラシュートで海洋に着水する仕様だった。

## Ansari X Prize
Ansari X Prizeの条件は以下
- 宇宙空間（高度100 km以上）に到達する
- 乗員3名（操縦者1名と乗員2名分のバラスト）相当を打ち上げる
- 2週間以内に同一機体を再使用し、宇宙空間に再度到達する